# Слатки нови стил
Слатки нови стил (итал. Dolce Stil Novo или stilnovismo) је назив за најважнији књижевни покрет у Италији с краја XIII и почетка XIV века. Настао је у Болоњи, а свој пуни процват доживео је у Фиренци између 1280. и 1310. године. Овај покрет представља врхунац италијанске средњовековне лирике, настао под утицајем сицилијанске школе и провансалске поезије трубадура. Уметници овог правца, познати као стилновисти (stilnovisti), припадали су кругу високо образованих интелектуалаца који су себе сматрали новом, духовном аристократијом, заснованом не на племићком пореклу, већ на "племенитости душе" (gentilezza).

## Порекло израза
Израз Слатки нови стил потиче из Дантеове Божанствене комедије, тачније из XXIV певања Чистилишта. У том одломку, Данте среће песника Бонађунту Орбићанија из Луке, који препознаје новину Дантеовог стваралаштва и дефинише га у односу на претходну поезију:
| E io a lui: "I'mi son un che, quando Amor mi spira, noto, e a quel modo ch'e' ditta dentro vo significando." "O frate, issa vegg'io", diss'elli, "il nodo che 'l Notaro e Guittone e me ritenne di qua dal dolce stil novo ch'i' odo!" | А ја њему: „Ја сам човек што, када ми Љубав збори, бележим, и тако како ми она диктира, казујем.” „О, брате, сад видим”, рече он, „чвор што је Нотара, и Гвитонеа и мене задржао са ове стране слатког новог стила што га чујем!” |
| — Данте Алигијери, Чистилиште, XXIV, 52–57 | |

Овим речима, Бонађунта дефинише Дантеову песму Donne ch'avete intelletto d'amore као почетак новог стила. "Чвор" који је спутавао њега, Ђакома да Лентинија (Нотара) и Гвитонеа д'Ареца био је претерани формализам и недостатак искрене инспирације. Нови стил је, насупрот томе, "сладак" јер је елегантан и мелодичан, а "нов" јер произилази директно из диктата Љубави, схваћене као божанска инспирација.

## Историјски и филозофски контекст
Стилновизам се развио у периоду великих културних и политичких превирања у италијанским градовима-државама. Био је израз културе нове, богате буржоазије (трговци, судије, нотари) која је тежила да створи нову, интелектуалну аристократију засновану на знању и врлини, а не на наслеђеном племству.

### Књижевни претходници
Слатки нови стил се директно надовезује на две велике песничке традиције:
- Провансалска поезија трубадура: Од њих су стилновисти преузели концепт дворске љубави (fin'amor), идеју о служењу дами и песничке форме као што су канцона и балада.
- Сицилијанска школа: Ова школа, која је деловала на двору Фридриха II, представља први покушај стварања поезије на италијанском народном језику. Они су од провансалских форми створили сонет и обогатили поетски речник.[5]

Иако су наследили теме, стилновисти су се свесно удаљили од својих непосредних претходника, посебно од Гвитонеа д'Ареца и његове школе, критикујући њихов стил као превише китњаст, реторички и вештачки. Као важан претходник често се помиње ђеновљански трубадур Ланфранко Сигала (Lanfranco Cicala). Иако његова поезија показује неке елементе који наговештавају нови стил, она се ипак креће у оквирима традиционалног дворског схватања љубави и недостаје јој филозофска дубина која је кључна за стилновисте.

### Филозофски утицаји
Поезија Слатког новог стила је дубоко интелектуална, прожета филозофским идејама свог времена. Најзначајнији утицаји долазе из:
- Аристотелизма, посебно преко коментара Авероеса и Томе Аквинског. Схолaстичка филозофија пружила је стилновистима методологију за анализу љубави и људске душе.
- Мистицизма Светог Фрање Асишког, који је наглашавао једноставност и духовну чистоту.[1]
- Неоплатонизма, који се огледа у идеји да је лепота земаљских ствари одраз божанске лепоте и да љубав може бити пут ка спознаји Бога.

## Кључне теме и стилске иновације
- Племенитост срца (Gentilezza): Ово је централни концепт. Племенитост није везана за племићко порекло или богатство, већ је урођена врлина душе. Само у "племенитом срцу" може обитавати права љубав. Ова идеја је била револуционарна јер је афирмисала вредности нове грађанске класе.[4] Манифестом ове идеје сматра се песма Al cor gentil rempaira sempre amore (У племенито срце љубав увек свраћа) Гвида Гвиницелија.
- Жена-анђео (La donna-angelo): Жена губи индивидуалне и телесне карактеристике и постаје идеализовано, анђеоско биће. Она није само објекат љубави, већ посредник између песника и Бога. Њен поздрав (saluto) доноси спас (salute), а њена лепота је одраз божанске светлости. Ово је значајан помак у односу на трубадурску поезију, где је дама и даље била феудална господарица.
- Интроспекција и психолошка анализа: Песници детаљно анализирају утицај љубави на сопствену душу, своја осећања, страхове и наде. Љубав се често описује као драма која се одвија у унутрашњости песника, где различити "духови" (spiriti) воде битку.
- Слаткоћа и светлост стила: Стил је елегантан, мелодичан и јасан. Стилновисти су тежили "лаком песништву" (trobar leu), насупрот херметичном и тешком стилу Гвитонеа д'Ареца (trobar clus). Користили су префињен речник и сликовите метафоре, често преузете из природе и науке (астрономија, медицина).[7]
- Лингвистичка иновација: Стилновисти су стварали на тосканском народном језику (volgare), обогативши га речима из провансалског, латинског и сицилијанског дијалекта. Њиховим залагањем, фирентински говор је постао најугледнији књижевни језик у Италији.

## Главни представници
- Гвидо Гвиницели (око 1230–1276) — Сматра се зачетником и "оцем" покрета. Његова канцона Al cor gentil rempaira sempre amore је програмска песма стилновизма. Данте га у Чистилишту назива "оцем мојим и оцем других бољих од мене, што су икад певали слатке и љубавне риме."
- Гвидо Кавалканти (око 1255–1300) — Највећи филозоф међу стилновистима и Дантеов "први пријатељ". Његова поезија је интелектуално сложена и често мрачна, приказујући љубав као разорну, ирационалну силу која доноси патњу. Његова најпознатија песма је Donna me prega, per ch'eo voglio dire.
- Данте Алигијери (1265–1321) — Најважнији представник, који је у делима попут Нови живот и Божанствена комедија дао најпотпунији и најкомплекснији израз стилновистичким идејама. У Новом животу је описао своју љубав према Беатриче, трансформишући је у пут ка духовном спасењу.
- Ћино из Пистоје (око 1270–1336) — Правник и песник, сматран за последњег великог стилновисту. Његова поезија је елегантна и меланхолична и представља важну везу између Слатког новог стила и Петраркиног хуманизма.
- Лапо Ђани, Ђани Алфани и Дино Фрескобалди су такође значајни песници овог круга.

## Критика и пародија: Комично-реалистична поезија
Насупрот идеализованој и узвишеној визији љубави Слатког новог стила, у исто време се развијала и комично-реалистична поезија. Песници попут Чека Анђолијерија из Сијене свесно су пародирали стилновистичке теме. Уместо жене-анђела, они су опевали земаљску, често похлепну и неверну жену. Уместо племенитости срца, славили су новац, игру и кафану. Ова контра-струја пружа потпунију слику књижевног живота тог доба, показујући да свет није био само савршен и леп, као у поезији стилновиста.

## Значај и наслеђе
Значај Слатког новог стила је огроман, не само за италијанску, већ и за целокупну европску књижевност. 
- Био је први истински аутентичан и утицајан књижевни покрет у Италији, који је дефинисао италијанску поезију за наредне векове.
- Стилновисти су својим стваралаштвом афирмисали тоскански народни говор, који ће, захваљујући Дантеу, Петрарки и Бокачу, постати основа за савремени италијански језик.
- Њихове идеје о љубави, лепоти и интроспекцији утицале су на хуманизам и ренесансу, а преко Петрарке и на развој лирске поезије широм Европе, укључујући и енглеске романтичаре који су их поново открили захваљујући преводима Дантеа Габријела Росетија.